# Walthère de Selys Longchamps
Walthère de Selys Longchamps, né à Liège le 21 décembre 1846 et mort à Les Planches le 31 juillet 1912, est un homme politique belge.

## Fonctions et mandats
- Membre du Sénat belge : 1896-1912

## Sources
- R. DEVULDERE, Biografisch repertorium der Belgische parlementairen, senatoren en volksvertegenwoordigers 1830 tot 1.8.1965, Gent, R.U.G. licentiaatsverhandeling (onuitgegeven), 1965.
- Paul VAN MOLLE, Het Belgisch parlement 1894-1972, Antwerpen, 1972.
- Oscar COOMANS DE BRACHÈNE, État présent de la noblesse belge, Annuaire 1998, Brussel, 1998.
- José DOUXCHAMPS, Présence nobiliaire au parlement belge (1830-1970) Notes généalogiques, Wépion-Namen, José Douxchamps, 2003.